# Clarkia franciscana
Clarkia franciscana är en dunörtsväxtart som beskrevs av H. Lewis och Raven. Clarkia franciscana ingår i släktet clarkior, och familjen dunörtsväxter. Inga underarter finns listade i Catalogue of Life.

## Bildgalleri

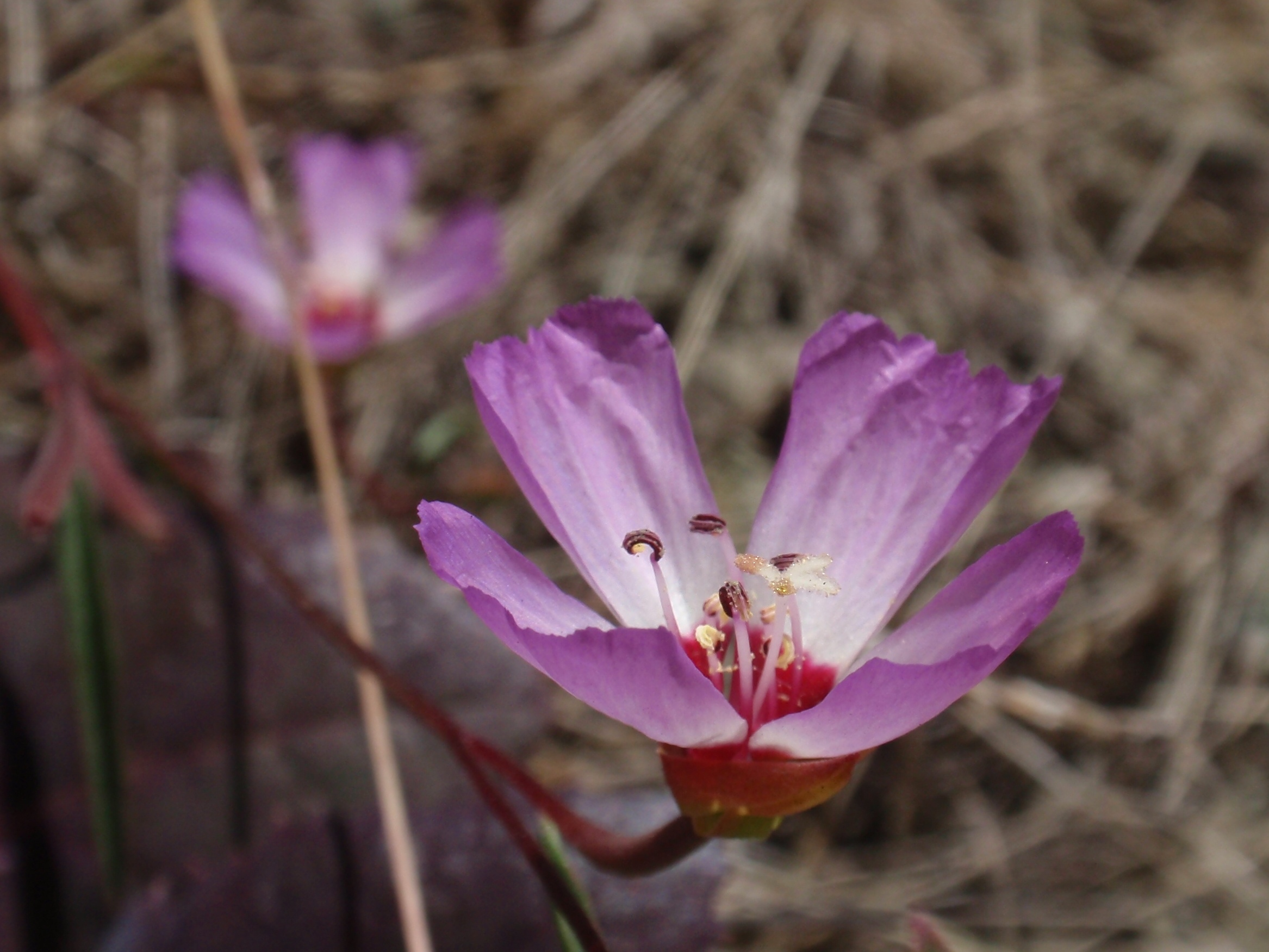
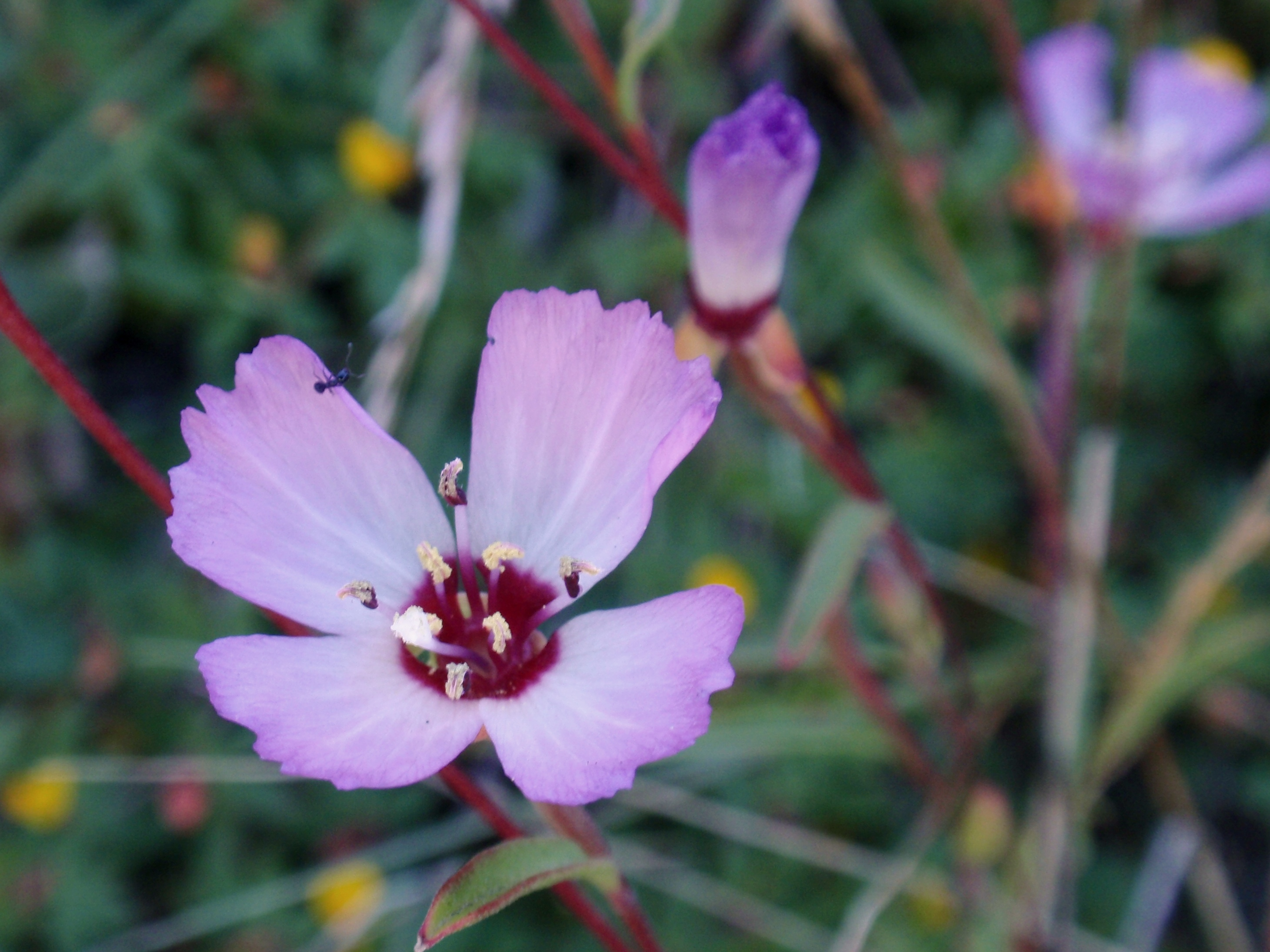
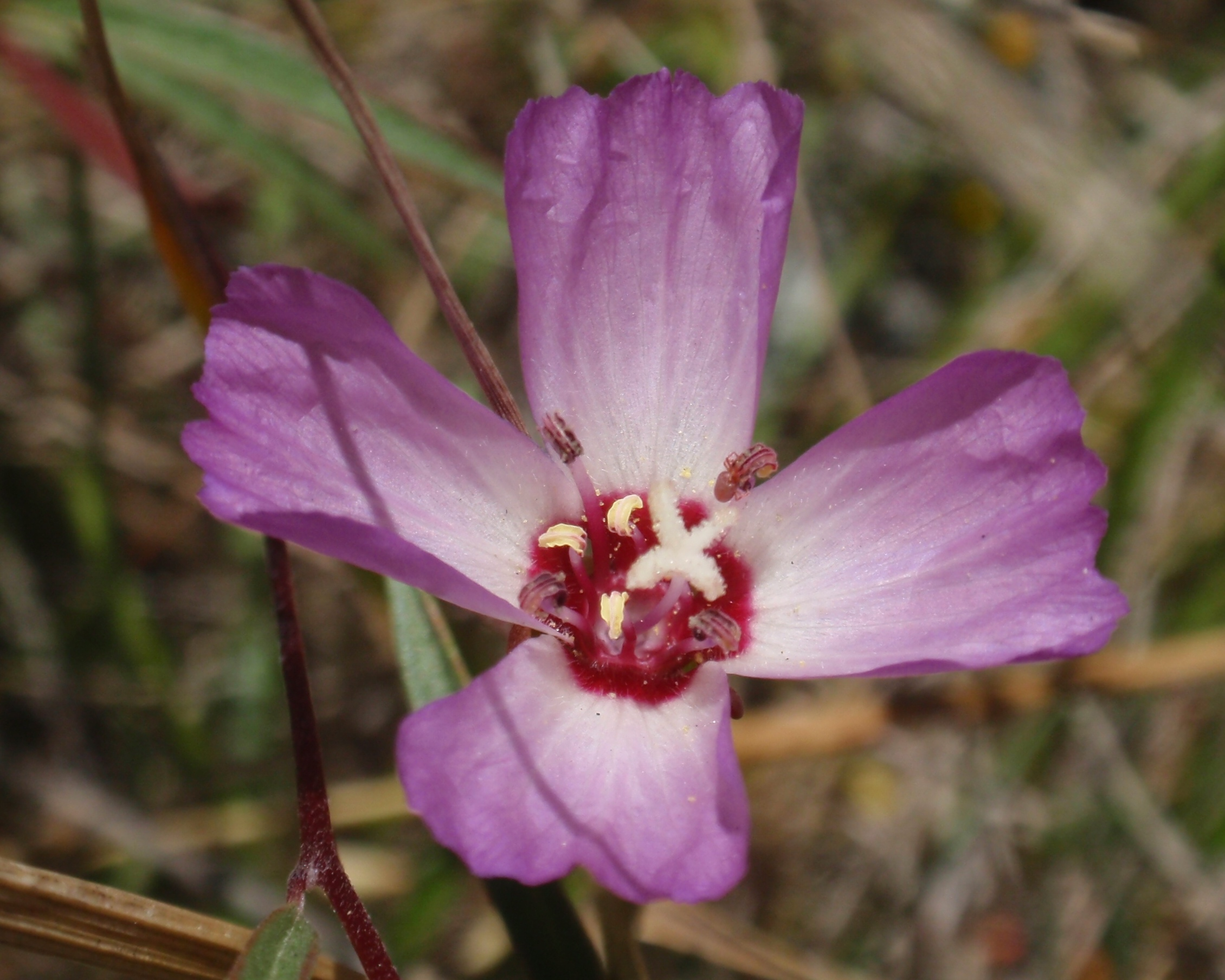